# Cinturón de campeón

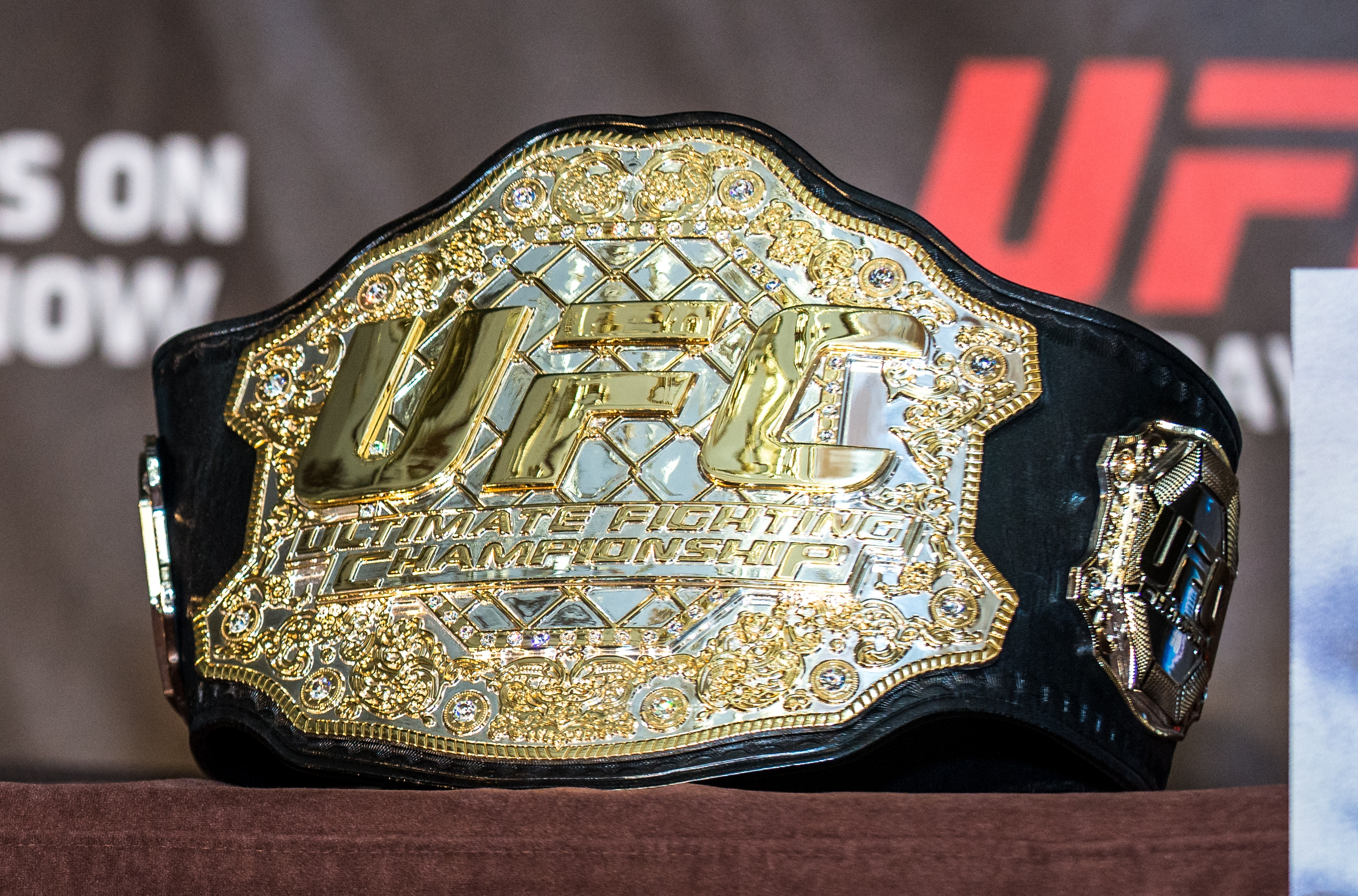
Diseño antiguo de uno de los cinturones de UFC.

El cinturón de campeón es principalmente usado en deportes de combate como artes marciales mixtas, boxeo y lucha libre para distinguir a los campeones de una compañía o asociación.

## Posible origen y significado del uso
Las amazonas eran mujeres guerreras hijas de Ares, el dios de la guerra, hijo de Zeus y Hera, de quien habían heredado su espíritu guerrero y combativo.
Eran adoradoras de Artemisa, hija de Zeus y Leto, diosa de los animales salvajes, el terreno virgen, los nacimientos, la virginidad y las doncellas.
Hipólita, hija de Ares y la reina amazona Otrera, recibió un "cinturón mágico de oro" que le dio su padre. Este cinturón era un "símbolo de su superioridad" sobre las demás amazonas.
En el boxeo, el otorgar un cinturón a los campeones se remonta a principios del siglo XIX, cuando las peleas "a puño limpio" por dinero se volvieron populares.
Los peleadores acostumbraban representar los llamados "establos" de sus patrones o amos (en el caso de los esclavos negros) mediante un color, usando a modo de insignia una prenda del color que representaban. Después, algunos sustituyeron las prendas por fajas en la cintura con el color de su establo.
Algunos historiadores afirman que el Jorge III del Reino Unido fue "el primero en otorgar un cinturón como premio" cuando en 1810 dio tal distinción al peleador Tom Cribb por su victoria en 35 asaltos sobre Tom Molineaux, un exesclavo estadounidense. Ambos son reconocidos como pioneros por el Salón Internacional de la Fama del Boxeo. Con el tiempo, esta práctica se extendió al boxeo regulado, se comenzó a premiar a los campeones con un cinturón. 
En otros deportes ajenos a los contacto, como el caso de los torneos de Rodeo, los ciertos certámenes de Golf, e incluso algunas carrera de NASCAR, también se adoptó el hábito de premiar a sus ganadores con cinturones.

## Boxeo
En boxeo, todas las organizaciones poseen un cinturón de campeón con el que premian a los boxeadores en cada categoría de peso. Los principales organismos mundiales son la Asociación Mundial de Boxeo, el Consejo Mundial de Boxeo, la Federación Internacional de Boxeo y la Organización Internacional de Boxeo.
| Peso             | WBA               | WBC                 | IBF                  | WBO                  | BoxRec              |
| ---------------- | ----------------- | ------------------- | -------------------- | -------------------- | ------------------- |
| Más de 200 lb    | Peso pesado       | Heavyweight         | Heavyweight          | Heavyweight          | Heavyweight         |
| 200 lb (90,7 kg) | Peso crucero      | Cruiserweight       | Cruiserweight        | Junior heavyweight   | Cruiserweight       |
| 175 lb (79,4 kg) | Peso semipesado   | Light heavyweight   | Light heavyweight    | Light heavyweight    | Light heavyweight   |
| 168 lb (76,2 kg) | Peso supermediano | Super middleweight  | Super middleweight   | Super middleweight   | Super middleweight  |
| 160 lb (72,6 kg) | Peso mediano      | Middleweight        | Middleweight         | Middleweight         | Middleweight        |
| 154 lb (69,9 kg) | Peso superwélter  | Super welterweight  | Junior middleweight  | Junior middleweight  | Light middleweight  |
| 147 lb (66,7 kg) | Peso wélter       | Welterweight        | Welterweight         | Welterweight         | Welterweight        |
| 140 lb (63,5 kg) | Peso superligero  | Super lightweight   | Junior welterweight  | Junior welterweight  | Light welterweight  |
| 135 lb (61,2 kg) | Peso ligero       | Lightweight         | Lightweight          | Lightweight          | Lightweight         |
| 130 lb (59,0 kg) | Peso superpluma   | Super featherweight | Junior lightweight   | Junior lightweight   | Super featherweight |
| 126 lb (57,2 kg) | Peso pluma        | Featherweight       | Featherweight        | Featherweight        | Featherweight       |
| 122 lb (55,3 kg) | Peso supergallo   | Super bantamweight  | Junior featherweight | Junior featherweight | Super bantamweight  |
| 118 lb (53,5 kg) | Peso gallo        | Bantamweight        | Bantamweight         | Bantamweight         | Bantamweight        |
| 115 lb (52,2 kg) | Peso supermosca   | Super flyweight     | Junior bantamweight  | Junior bantamweight  | Super flyweight     |
| 112 lb (50,8 kg) | Peso mosca        | Flyweight           | Flyweight            | Flyweight            | Flyweight           |
| 108 lb (49,0 kg) | Peso minimosca    | Light flyweight     | Junior flyweight     | Junior flyweight     | Light flyweight     |
| 105 lb (47,6 kg) | Peso mínimo       | Strawweight         | Mini flyweight       | Mini flyweight       | Minimumweight       |

## Artes marciales mixtas
Las artes marciales mixtas generalmente siguen el modelo de boxeo de cada grupo sancionador, que también es una promoción, otorgando a su campeón en cada categoría de peso un cinturón de campeonato. El diseño de los cinturones de cada promoción es el mismo independientemente de la categoría de peso, y el campeón conserva su cinturón después de perder el título.
| Peso              | Categoría         |
| ----------------- | ----------------- |
| Más de 270 lb     | Peso superpesado  |
| 265 lb (120,2 kg) | Peso pesado       |
| 225 lb (102,1 kg) | Peso crucero      |
| 205 lb (93,0 kg)  | Peso semipesado   |
| 195 lb (88,5 kg)  | Peso supermediano |
| 185 lb (83,9 kg)  | Peso mediano      |
| 175 lb (79,4 kg)  | Peso superwélter  |
| 170 lb (77,1 kg)  | Peso wélter       |
| 165 lb (74,8 kg)  | Peso superligero  |
| 155 lb (70,3 kg)  | Peso ligero       |
| 145 lb (65,8 kg)  | Peso pluma        |
| 135 lb (61,2 kg)  | Peso gallo        |
| 125 lb (56,7 kg)  | Peso mosca        |
| 115 lb (52,2 kg)  | Peso paja         |

## Otros usos
Los ganadores de la carrera de automovilismo de la Copa NASCAR en el óvalo de Las Vegas reciben como premio un cinturón de campeón, en referencia al prestigio de las luchas de boxeo de Las Vegas.
Los cinturones de campeón también están presentes en la lucha libre, variando según a que tipo de pelea estén relacionados. 
- Datos: Q2132957
- Multimedia: Championship belts / Q2132957